# Ahmet Ertegün
Ahmet Ertegün (31. července 1923 – 14. prosince 2006) byl americký občan tureckého původu, spoluzakladatel výkonného výboru Atlantic Records a předseda Rock and Rollové síně slávy, označovaný za „jednu z nejvýznamnějších postav v moderním hudebním průmyslu“. Byl též spoluzakladatelem fotbalového klubu New York Cosmos.